# Geraldine Brooks (actrice)
Pour les articles homonymes, voir Brooks et Geraldine Brooks.
Geraldine Brooks est une actrice américaine née le 29 octobre 1925 à New York, New York (États-Unis), morte le 19 juin 1977 à Riverhead (New York).

## Biographie
Fille de James Stroock, qui possédait une entreprise de costumes, et de Bianca, costumière et styliste, couple néerlandais, elle revêt des chaussures de danse dès l'âge de 2 ans. Sa famille travaillant dans le théâtre, elle fréquente la Hunter Modeling School, puis est diplômée de la Julia Richman High School en 1942.
A New-York, Geraldine étudie à l'American Academy of Dramatic Art, puis au Neighborhood Playhouse. En 1944, elle joue à Broadway "Follow the girls" durant neuf mois. Elle joue encore le rôle de Perdita dans "A Winter's tale" au theatre Guild, avant de signer un contrat avec la Warner Bros pour faire ses débuts au cinéma dans Le Loup des trois collines aux côtés d'Errol Flynn et de Barbara Stanwyck. Pour son deuxième rôle au cinéma, elle fait preuve de plus de sensibilité que sa partenaire Joan Crawford dans La Possédée. En 1956, elle devient membre de l'Actor's Studio.
Pionnière de la télévision américaine, elle a participé dès 1949 à des dramatiques diffusées en direct. A la même époque, elle ne trouve plus que des rôles secondaires au grand écran. Elle décide alors d'orienter sa carrière en priorité vers la télévision.
Elle se spécialise dans les rôles de guest-stars dans les séries télévisées : C'est elle qui incarne Honor Thompson dans le pilote de L'homme de fer, la femme qui tire sur Robert Dacier et le rend infirme. On la remarque aussi dans Le Virginien, Le Fugitif, Match contre la vie, Opération Vol, Kung Fu, Cannon, séries populaires des années 60-70.
En 1975, elle collabore avec Schulberg pour un livre Swan Watch, une étude sur les oiseaux dont elle a assuré la partie photographies. Elle a également écrit de la poésie bien qu'elle n'en ait jamais eu.
Elle meurt prématurément à 51 ans d'une crise cardiaque alors qu'elle se battait contre un cancer.

## Filmographie

### Cinéma
- 1947 : Le Loup des sept collines (Cry Wolf) : Julie Demarest
- 1947 : La Possédée (Possessed) : Carol Graham
- 1948 : Embraceable You : Marie Willens aka Bronislavski
- 1948 : Le Droit de tuer (An Act of Murder) : Ellie Cooke
- 1949 : J'étais une pécheresse (Ho sognato il paradiso) : Maria
- 1949 : The Younger Brothers : Mary Hathaway
- 1949 : Les Désemparés (The Reckless moment) : Bea Harper
- 1949 : Le Défi de Lassie (Challenge to Lassie) : Susan Brown
- 1950 : Vulcano : Maria, la sœur de Maddalena
- 1952 : Le Gantelet vert (The Green Glove) : Christine « Chris » Kenneth
- 1957 : La Rue des pécheresses (Street of Sinners) : Terry
- 1966 : Johnny Tiger : Dr. Leslie Frost
- 1975 : Mr. Ricco de Paul Bogart : Katherine Fremont

### Télévision
- 1949 : The Ford Theatre Hour : série télévisée, épisode The Farmer Takes a Wife :  Molly Larkin
- 1950 : The Silver Theatre : (série TV, épisode For Richer For Poorer)
- 1950 : The Magnavox Theatre : série TV, épisode Strange Harbor
- 1951 : Starlight Theatre : série TV, épisode The Magic Wire
- 1951 : Danger (en) : série TV, épisode Will You Walk into My Parlor?
- 1951 : Love of Life : série TV, épisode Arden Dellacorte (Série qui a duré de 1951 à 1980, épisode de 1971)
- 1951 :Lights Out : série TV, épisode The Chamber of Gloom
- 1951 : Armstrong Circle Theatre : série TV, épisode Silver Service
- 1952 : Lux Video Theatre (en) : série TV, épisode Kelly : Odette
- 1952 : Lux Video Theatre (en) : série TV, épisode The Orchard : Doraleen Perkins
- 1952 : Orient Express (en) : série TV, épisode A Matter of Calculation
- 1953 : Broadway Television Theatre : série TV, épisode Seventh Heaven : Diane
- 1953 :  Armstrong Circle Theatre : série TV, épisode The Honor of Littorno
- 1954 : Woman with a Past : série télévisée : Sylvia Rockwell#2
- 1954 : Studio One : série télévisée, épisode A Criminal Design
- 1954 : Studio One : série télévisée, épisode Joey : Theresa
- 1954 : The United States Steel Hour (en) : série TV, épisode Goodbye... But It Doesn't Go Away :  Vera
- 1955 : Climax : série télévisée, épisode : The Champion : Emma Herich
- 1955 : Appointment with Adventure : série télévisée, épisodes : The Quiet Gunn : Mary Ann; When in Rome : Gina.
- 1956 : Appointment with Adventure : série télévisée, épisode : The Top of the Mountain : Janet Johnson
- 1956 : I Spy : série télévisée, épisode : The Green Cross : Louise
- 1956 : Studio One : série télévisée, épisode Manhattan Duet : Minerva
- 1956 :The Kaiser Aluminium Hour : série télévisée, épisode : Angel's Ransom : Marian
- 1957 : Modern Romances : série télévisée, épisode : The Real King
- 1958 : The United States Steel Hour (en) : série TV, épisode The Day in Fear :  Betty Coogan
- 1959 : The United States Steel Hour (en) : série TV, épisode No Leave for the Captain : Gillian Harrison
- 1960 : Richard Diamond, Private Detective : série TV, épisode Dead of the World : Helen Lear
- 1960 :  Johnny Staccato : série TV, épisode The Only Witness : Karen Buford
- 1960 : Have Gun - Will Travel : série TV, épisode Love of a Bad Woman : Tamsen Sommers
- 1960 : Naked City : série TV, épisode Down the Long Night : Vicky
- 1960 :  The United States Steel Hour (en) : série TV, épisode The Charlie and the King
- 1961 : The United States Steel Hour (en) : série TV, épisode The Mating Machine
- 1961 : Bonanza : série TV, épisode Elizabeth, My Love : Elizabeth Stoddard Cartwright
- 1961 : Aventures dans les îles (Adventures in Paradise'), épisode Who is Sylvia?:  Sylvia Ashcroft
- 1961 : Bus Stop : série TV, épisode Call Back Yesterday : Katherine Barnes
- 1962 : General Electric Theater : série TV, épisode The Troubled Heart : Martha Seymour
- 1962 : Les Barons de la Pègre (Cain's Hundred) : série TV, épisode The Left Side of Canada : Joanne Douglas
- 1962 : Perry Mason : série TV, épisode The Case of the Promoter's Pillbox : Miriam Waters
- 1962 : Sam Benedict : série TV, épisode Where There's a Will : Carol Colby
- 1963 : Au-delà du réel (The Outer limits), épisode Les architectes de la peur (The Architects of Fear) : Yvette Leighton
- 1963 : Le Virginien (The Virginian) épisode Duel à Shiloh (Duel at Shiloh): Della Price
- 1963 : Le Fugitif (The Fugitive), épisode Un billet pour l'Alaska (Ticket to Alaska) : Adrienne Banning / Anna Gemma
- 1963 : Stoney Burke : série TV, épisode Death Rides a Pale Horse : Linda Carson
- 1963 : Alcoa Premiere (en) : série TV, épisode Five, Six, Pick Up Sticks : Lorraine Gardner
- 1963 : The Dick Powell Show (en) : série TV, épisode Colossus : Ruth Corbett
- 1963 : Laramie : série TV, épisode The Stranger : Lorena Carver
- 1963 : Combat ! : série TV, épisode The Walking Wounded : Lt. Ann Hunter
- 1963 : Les Accusés (The Defenders) : série TV, épisode Everybody Else is Dead : Laura Potter
- 1963 : Kraft Mystery Theater : série TV, épisode The Image Merchants
- 1963 : Haute Tension (Kraft Suspense Theatre), épisode Un héros de notre temps (A Hero of our times): Doris Etheridge
- 1963 : Le plus grand chapiteau du monde  (The Greatest Show on Earth), épisode A Black Dress for Gina : Gina
- 1964 : The Nurses : série TV, épisode The Rainbow Ride : Dory Spencer
- 1964 : Le Jeune Docteur Kildare  (Dr Kildare), épisode The Elusive Dik-Dik : Laura Bailey
- 1964 : Mr. Novak : série TV, épisode Love Among the Grown-Ups : Claire Andreas
- 1964 : Ben Casey : série TV, épisode Keep Out of Reach of Adults : Gwen Hamilton
- 1964 : Au-delà du réel (The Outer limits), épisode Mains froides, cœur chaud, (Cold hands, warm heart) : Ann Barton
- 1965 : Daniel Boone : série TV, épisode Keep Out of Reach of Adults : Gwen Hamilton
- 1965 : Le Fugitif (The Fugitive), épisode Everybody Gets Hit in the Mouth Sometime : Lucia Mayfield
- 1966 : Ben Casey : série TV, épisode In Case of Emergency, Cry Havoc : Leona Benbrook
- 1966 : A Man Called Shenandoah : série TV, épisode A Long Way Home : Angie Brewster
- 1966 : Gunsmoke : série TV, épisode Killer at large : Esther Harris
- 1966 :  Hawk, l'oiseau de nuit (Hawk) : série TV, épisode Thanks for the Honeymoon : Myrna Rowland
- 1966 : Bonanza : série TV, épisode To Bloom for Thee : Carol Attley
- 1966 : Max La Menace (Get Smart), série TV, épisode Baiser de mort (Kiss of Death) : Tracy Dunhill
- 1967 : Match contre la vie (Run for your life), épisode L'Image brouillée (The List of Alice McKenna) : Alice McKenna
- 1967 : Le Fugitif : série TV, saison 4, épisode 21, La vie n'est pas un rêve : Caroline Simpson
- 1967 :L'Homme de fer (série TV) (Ironside) : Honor Thompson
- 1967 :The Danny Thomas Hour, série TV, épisode Fame is a Four-Letter Word : 'Anne Hoffman
- 1967 : Le Grand Chaparral (The High Chaparral), épisode Le prix de la vengeance (The Price of Revenge): Fay Lenton
- 1967 : Insight : série TV, épisode Locusts Have No King : Martha Burnett
- 1968 : Insight : série TV, épisode The Oleanders Years : Virginia
- 1968 :  Le Virginien (The Virginian), épisode Silver Image : Georgia Price
- 1968 :  Les Règles du jeu (The Name of the Game), épisode Incident in Berlin : Evelyn Smith
- 1969 : Mannix : série télévisée, épisode Au Fil Du Scalpel (Edge Of The Knife) : Mme Colberg
- 1969 :  Judd for the Defense : série TV, épisode Borderline Girl : Cassie Gordon
- 1969 : My Friend Tony : série TV, épisode Encounter : Kay Todd
- 1969 : The Outsider : série TV, épisode All the social graces : Emily Kester
- 1969 :  Opération vol (It Takes a Thief), épisode La Famille (The Family) : Andrea Lockridge
- 1969 :  Insight : série TV, épisode No Tears for Kelsey : Charlotte
- 1969 :  To Rome with Love : série TV, épisode A Secret Day : Lisa
- 1971 : Le Solitaire de l'Ouest (The Bull of the West) : Georgia Price
- 1971 :  Dan August : série TV, épisode Circle of Lies : Helen Mannering
- 1971 :  Docteur Marcus Welby : série TV, épisode The Contract : Elaine Rossi
- 1971 :  You Are There : série TV, épisode The Mystery of Amelia Earhart : Amelia Earhart
- 1972 : L'Homme de fer (Ironside)  épisode Qui a tué Walter Booth? (Buddy, Can You Spare a Life?): Marty Booth
- 1972 :   Les Rues de San Francisco (The Streets of San Francisco)  épisode La balle dans l'épaule (The Bullet) : Alice Williams
- 1973 : Kung Fu : série TV, épisode Neuf vies pour une (Nine Lives) : Widdaw Tackaberry
- 1973 :  Cannon (Cannon)  épisode Le Prisonnier (Prisoners): Nina Jardine
- 1973 :  Barnaby Jones : série TV, épisode The Murdering Class : Janet Enright
- 1973 :  The ABC Afternoon Playbreak : série TV, épisode The Mask of Love : Mary Prest
- 1973 :  Faraday and Company (série TV) : Louise « Lou » Carson
- 1975 : Ellery Queen,  épisode Les aventures du chien chinois (The Adventure of the Chinese Dog) : Miss Tilda McDonald
- 1975 : Medical Story : série TV, épisode Million Dollar Baby : Liz Winkler
- 1975 : McMillan : série TV, épisode Requiem for a bride : Eileen Cole
- 1976 : The Dumplings (en) (série TV) : Angela Dumpling
- 1976 : Baretta : série TV, épisode Runaway Cowboy : Juge Anne Gavin
- 1976 : Executive Suite (en) (série TV) : Julie

## Vie privée
Mariée à Herbert Sargent (8 mars 1958- 1961), divorcée.
Remariée à Budd Schulberg, producteur (12 juillet 1964- 19 juin 1977).